# نواف بن نايف بن عبدالعزيز آل سعود
نواف بن نايف بن عبد العزيز آل سعود (مواليد 1988) هو أحد أفراد آل سعود ورجل أعمال. تم اعتقاله في مارس 2020 مع كبار أفراد العائلة المالكة، بما في ذلك محمد بن نايف وأحمد بن عبد العزيز. وتم إطلاق سراح الأمير نواف في أغسطس 2020. وهو أحد خمسة أبناء لولي العهد السابق الأمير نايف بن عبد العزيز ومها بنت محمد السديري. طلق والديه. إخوته الأشقاء هم نوف ومشاعل وهيفاء وفهد. اعتبارًا من عام 2014، عمل نواف بن نايف كملحق دبلوماسي في سفارة المملكة العربية السعودية في الولايات المتحدة. زوجته هي العنود بنت سلطان ابنة الأمير سلطان بن عبد العزيز.

## الاعتقال
اعتقل الامير نواف بن نايف في مارس 2020 مع شقيقه الأكبر وولي العهد السابق محمد بن نايف الذي أقيل من مناصبه الحكومية عام 2017. وكانا معا في معسكر صحراوي عندما تم اعتقالهما. في نفس الحادثة تم اعتقال عمهم والأخ الشقيق للملك سلمان أحمد بن عبد العزيز. ويقول ديفيد دي كيركباتريك وبن هوبارد من صحيفة نيويورك تايمز إن هذه الخطوة كانت تهدف إلى القضاء على التهديدات المحتملة لولي العهد محمد بن سلمان. وفي أغسطس 2020، أفادت بعض حسابات تويتر ومحاموه أنه تم إطلاق سراح الأمير نواف، لكنهم أضافوا أيضًا أنه ليس من الواضح مكان وجوده.